# Uta Wulsten
Uta Wulsten (* 10. Januar 1940 in Plauen) ist eine deutsche Industriedesignerin und war in der DDR Fachschullehrerin.

## Leben und Werk
Uta Wulsten absolvierte in Plauen bis zum Abitur 1958 die Erweiterte Oberschule und anschließend bis 1960 eine Lehre als Gebrauchswerberin. Daneben besuchte sie bei Karl Michel Abendkurse an der Mal- und Zeichenschule Zwickau. Von 1960 bis 1966 studierte sie bei Rudi Högner und Christa Bohne in der Fachrichtung Industrie-Formgestaltung der Kunsthochschule Berlin-Weißensee. Dabei überarbeitete sie auch als Studienarbeit mit Eberhard Voigt das Design eines Klimaprüfstands, der dann auf der Leipziger Messe 1964 eine Goldmedaille erhielt. Für ihr Diplom als Formgestalterin entwarf sie ein Baukastensystem zur industriellen Vorfertigung von Unterkunftsräumen für die Besatzung auf Schiffen. Dazu konnte sie auch fachliche Hinweise ihres Ehemanns Fritz Wulsten (* 1933), der u. a. Schiffbauingenieur ist, nutzen.
Nach dem Studium nahm Uta Wulsten eine Auszeit als Mutter. 1968/1969 war sie Gastdozentin für das künstlerisch-gestalterische Grundlagenstudium und ab März 1969 hauptberuflich Fachschullehrerin an der Fachschule für angewandte Kunst Heiligendamm. Sie baute dort den Bereich Plastische Gestaltungsgrundlagen (Gestaltungslehre Körper/Raum) auf, war 1977 am Aufbau der Fachrichtung Produktgestaltung beteiligt und war hauptverantwortlich für die Ausbildung von Designern für die Glasindustrie.
Von 1976 bis 1978 war sie als Gestalterin für Brillenfassungen freie Mitarbeiterin der Rathenower Optischen Werke, danach bis 1989 freie Mitarbeiterin von volkseigenen Betrieben der Glasindustrie in Weißwasser, Olbernhau, Arnstadt, Schwepnitz, Schönborn und Jena, u. a. als Gutachterin und bei der Ausbildung von Designern.
Ab 1978 war Uta Wulsten Gutachterin in der Gutachtergruppe „Brillenfassungen“ und ab 1983 in der Gutachtergruppe „Bleikristall/ Wirtschaftsglas“ des Amts für industrielle Formgestaltung. Sie gehörte seit der Kandidatur 1972 bis 1990 dem Verband Bildender Künstler der DDR an. Sie war Mitglied der Leitung der Sektion Formgestalter und von 1977 bis 1979 des Vorstands des Bezirks Rostock. Dort war sie Mentorin für die künstlerisch-gestalterische Qualifizierung junger Designer und Kunsthandwerker und zuständig für Weiterbildungsveranstaltungen für Kunsthandwerker, Leiter von Volkskunstkursen, Ingenieure und Konstrukteure des Kombinats Schiffbau.
Uta Wulsten war u. a. 1974 und 1979 auf der Bezirkskunstausstellung Rostock und 1982/1983 auf der IX. Kunstausstellung der DDR in Dresden vertreten. 1975 erhielt sie im Besteck-Wettbewerb des Kombinats Haushaltwaren Aue und des Amts für Industrielle Formgestaltung einen 2. Preis.
Uta Wulsten lebt in Warnemünde. Sie hat mit ihrem Ehemann fünf Kinder.

## Baugebundene Werke (Auswahl)
- Raumteiler (1985/1986, Gips mit Metallbeschichtung, ca. 3 × 4 m; Versorgungseinrichtung des Fährhafens Mukran, Verbleib unbekannt)

## Weblink
- Stiftung Industrie- und Alltagskultur: Uta Wulsten

| Personendaten    | Personendaten                |
| ---------------- | ---------------------------- |
| NAME             | Wulsten, Uta                 |
| KURZBESCHREIBUNG | deutsche Industriedesignerin |
| GEBURTSDATUM     | 10. Januar 1940              |
| GEBURTSORT       | Plauen                       |